# 尼古拉·佩斯卡鲁
尼古拉·佩斯卡鲁（羅馬尼亞語：Nicolae Pescaru，1943年3月27日—2019年5月25日），羅馬尼亞足球运动员，曾效力于布拉索夫足球俱樂部。他曾代表羅馬尼亞國家足球隊参加1970年FIFA世界杯。